# Mont Brillant
Le mont Brillant est une montagne de la ville de Québec, au Canada.

## Toponymie
Située dans la base militaire de Valcartier, la montagne porte le nom du récipiendaire de la croix de Victoria Jean Brillant qui s'illustra lors de la Première Guerre mondiale lorsqu'il réussit à prendre plus de 150 prisonniers dans la nuit du 9 août 1918 pendant la prise aux Allemands des villages de Vrély et de Méharicourt. Son nom a été décidé le 5 décembre 1968 par la ville. Elle porta auparavant les noms de mont Hart et de montagne Ronde.

## Géographie

### Administration
Située dans les Laurentides, la montagne est actuellement dans les limites territoriales de la ville de Québec. Elle est cependant sous l'administration directe du gouvernement du Canada puisqu'elle est dans l'enceinte de la base militaire.

### Espace naturels
Sur son piémont sud, la forêt du piémont sud du mont Brillant, d'une superficie de 50 hectares, a été aménagée pour les visiteurs et vise la conservation du mixe de trois espèces de feuillus présents : l'érable à sucre, le hêtre et le bouleau jaune.

## Activités sportives
Ayant rejoint la Fédération québécoise de la montagne et de l'escalade (FQME) en 2018, la montagne a été est incluse dans une liste d'endroits où peuvent se pratiquer certaines activités sportives comme le ski alpin, l'escalade, la planche à neige, la randonnée pédestre, etc. même si le lieu ne comporte pas encore d'aménagements. En 2019, la fédération prévoit d'effectuer des améliorations. Elle est sous la direction du Centre Castor.

### Ski alpin et planche à neige
Anciennement utilisée par un centre de ski, la montagne a un dénivelé de 260 mètres. Elle n'a actuellement qu'une seule piste disponible autant pour les militaires de la base que pour les visiteurs. Il n'y a aucune remontée mécanique et l'ascension se fait en peaux d'ascension et prend 30 minutes. Le coût d'entrée et de 10 $ CAD et les usagers doivent avoir un abonnement à la FQME.

### Randonnée pédestre
On y retrouve des sentiers de marche autour de la montagne et de ses infrastructures. Sur le piémont sud de celle-ci, une forêt aménagée est disponible pour pratiquer la marche.

### Golf
Devant la montagne se situe le Golf Castor, centre de golf de la base militaire. Le parcours contient 18 trous, 6 338 verges et est aussi accessible au public.